# النحت في روما القديمة

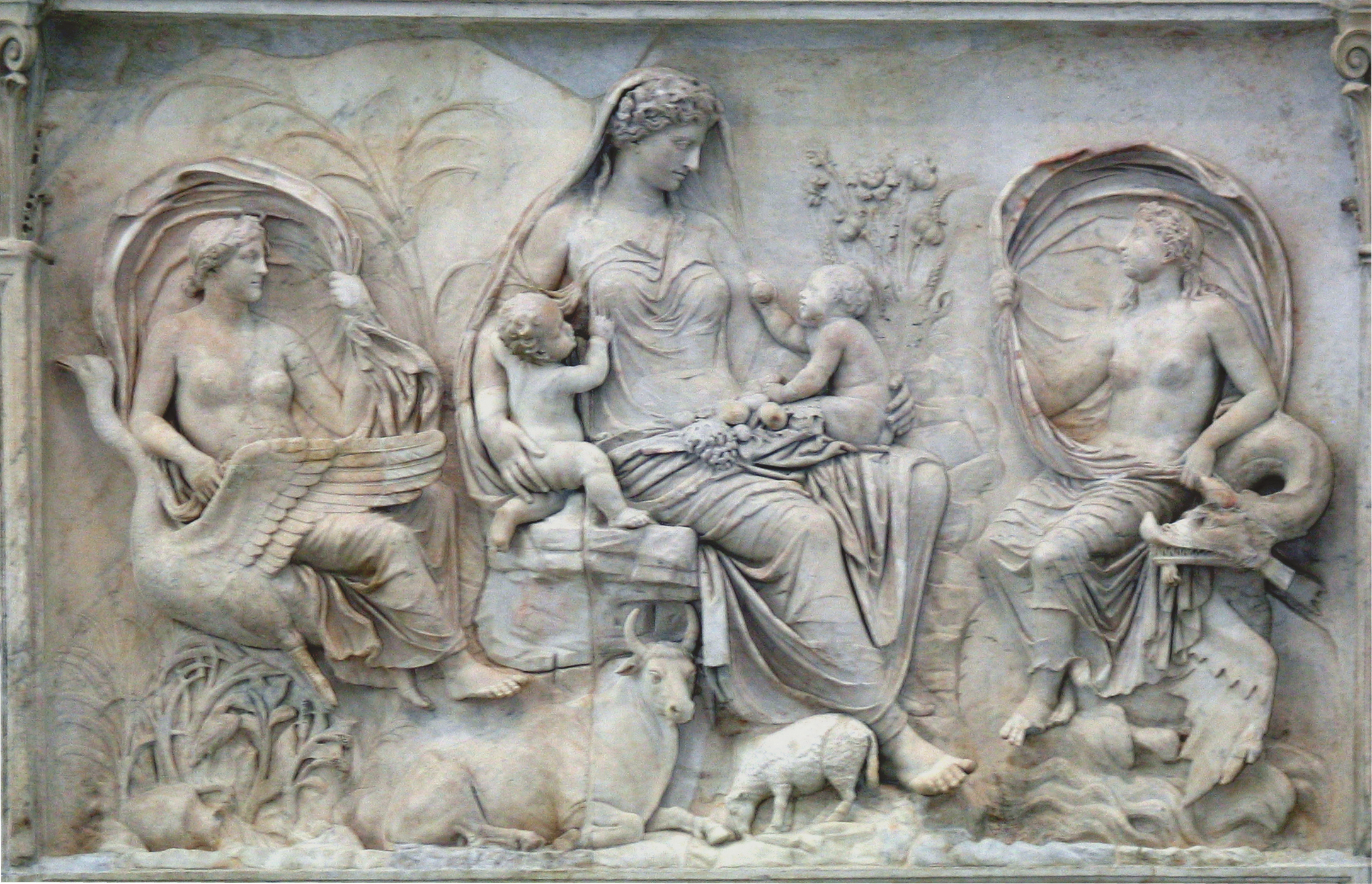
مشهد استعاري للإمبراطور أغسطس، يلاحظ استمرار النمط اليوناني في منحوتات الدولة الرومانية.

النحت في روما القديمة هو فن النحت الروماني الذي يشير في بداياته إلى الأصول الأولى البسيطة للمجتمع الروماني، إن دراسة النحت الروماني القديم له علاقة  أصلية بالنحت اليوناني. ومن الأمثلة المعروفة الكثيرة في تشابه المنحوتات في الحضارتين حتى في المنحوتات اليونانية الأكثر شهرة، مثل أبولو[ ؟ ]، بلفيدير[ ؟ ] وبربريني، وقد اتخذ هذا التقليد من قبل مؤرخي الفن كما يدل على ضيق الخيال الفني الروماني، ولكن في القرن 20، بدأ الفن الروماني يأخذ مسارًا مستقلًا عن الفن اليوناني في النحت ويجسد الشخصية الرومانية.

## مدخل
كان فن النحت الروماني مجتمع مدينة أحاط بها أعداؤها من كل جانب مما ألزمها ـ حبًا في بقائها ـ استخدام قدراتها الذاتية لتحقيق أمنها ليس فقط بوسائل الدفاع عن النفس، ولكن بوسائل الهجوم التي مكنتها خلال خمسة قرون من الحكم الجماعي (العصر الجمهوري) ليس فقط من الدفاع عن نفسها، ولكن أيضًا بتكوين إمبراطورية مترامية الأطراف ضمت شعوبًا شرقية وأخرى غربية. هذه الانتصارات التي حولت روما من مجرد مدينة إلى إمبراطورية واسعة وجهت الفنون الرومانية منذ البداية إلى التمسك بأصولها الأولى الإيطالية، وهي أصول حملت معها مفاهيم خاصة انعكست في مجال فن النحت مثل الطابع العملي في تنفيذ عناصر هذا الفن باستخدام خداع النظر، مثل الاهتمام بتصوير الشخصيات التاريخية الرومانية، والحرص على تسجيل الأحداث التاريخية والدعاية السياسية لقدرة روما الإنمائية لمختلف الشعوب والميل لاستخدام القيم القياسية لإبراز الملامح الخاصة. كل تلك العناصر التي تبلورت في مجال النحت الروماني خلال العصر الجمهوري عكست مشاعر رومانية تمجد الأصول الرومانية التي حققت كل هذه الانتصارات مثل الفن المعمارى، لكن في النحت تزن كثيرًا المساهمات الرسمية الأترورية واليونانية (الهلينيستية)، حيث أجرت في الواقع جزء كبير من الإنتاج النحتي الروماني نسخة من اليونانيين الأصليين.
باختفاء مظهر القوة الذي لازم فن النحت الروماني في عصوره المزدهرة، تحددت الخطوط الجديدة التي ستصبح لغة الفن في العصور الوسطى لما يزيد عن عشرة قرون. وكان ينظر إلى الفن الروماني بوصفه لغة فنية جديدة عكست الظروف القاسية التي حاقت بالإمبراطورية قبل أن تلفظ أنفاسها الأخيرة بعد انتقال العاصمة إلى الشرق وبعد احتلال روما ذاتها من العناصر المتبربرة. لقد عكس الفن الروماني خلال العصر الجمهوري مرحلة طفولته حيث تمسك الرومان بكل ما هو روماني، ثم مرحلة الشباب والقوة التي مثلتها مراحل فن النحت الروماني خلال القرنين الأول والثاني الميلاديين، ثم مرحلة الكهولة التي تمثلت برجوعها إلى أصولها الأولى أي مرحلة الطفولة مرة أخرى، وما أشبه الحضارة بالمراحل العمرية للإنسان صانع هذه الحضارة. تم الحفاظ على الكثير من المنحوتات الرومانية، مصنوعة بجودة فائقة من الرخام وبدرجة أقل مصنوعة من البرونز و مواد أخرى مثل العاج، الجزء الجيد منها تلف، بأجزاء مكسورة. وأبدع الرومان كثيرًا في  التماثيل والظهور التاريخى القصصي، حيث يوجد الكثير من المنحوتات للأباطرة الرومان.

## التأثر بالنحت اليوناني
تأثر الفن الروماني في وقت مبكر من فن اليونان  والذي جاء خاصة من منطقة من الأتروسكان المجاورة، والذين أنفسهم تأثروا إلى حد كبير بثقافة اليونان من خلال  شركائهم التجاريين  في الأراضي اليونانية. كانت بداية التأثر في  في جنوب إيطاليا حيث كان يلاحظ تأثير  العالم الهيليني بأكمله باستثناء البارثيين في منطقة الشرق الأقصى الذين لم ينسخوا النحت اليوناني، أصبح النحت في روما القديمة هو التعبير الأرستقراطي إلى حد كبير امتدادًا لنمط الهلنستية. وبحلول القرن الثاني  قبل الميلاد،  كان معظم النحاتين الذين يعملون في روما هم من أصول يونانية،   غالبا ما دخلوا خلال الفتوحات وبخاصة من كورنثوس عام 146 قبل الميلاد.  وقد تم استيراد أعداد كبيرة من التماثيل اليونانية إلى روما، سواء كان غنيمة أو نتيجة الابتزاز أو التجارة، وكثيرًا ما كانت مزينة في المعابد اليونانية وجرى  إعادة استخدامها في روما.

## الاستخدامات
استخدم فن النحت عند الرومان كغيرهم عند باقي الشعوب كغرض تذكاري وتخليدي وكغرض تاريخي يسجل أحداث معينة، وأيضًا كان بمثابة غرض ديني يشمل تماثيل ومنحوتات الدينية للألهة والأيقونات المتعددة.